# Maksymilian Nowicki
Maksymilian Nowicki (Siła-Nowicki) (ur. 9 października 1826 w Jabłonowie w powiecie kołomyjskim, zm. 30 października 1890 w Krakowie) – polski zoolog, profesor Uniwersytetu Jagiellońskiego, badacz fauny i flory tatrzańskiej, pionier ochrony przyrody w Polsce, współtwórca Towarzystwa Tatrzańskiego. Ojciec Franciszka Henryka Nowickiego, poety, taternika i działacza socjalistycznego, projektodawcy Orlej Perci.

## Życiorys
Pochodził z rodziny szlacheckiej, był prawdopodobnie synem Feliksa, leśniczego lasów państwowych w Jabłonowie na Pokuciu. W roku 1846 ukończył we Lwowie gimnazjum, a po dwóch latach dodatkowy kurs filozoficzny, po którym rozpoczął studia prawnicze na Uniwersytecie Lwowskim.
Z powodów politycznych – w okresie Wiosny Ludów brał udział w manifestacjach – zmuszony był do przerwania studiów i wyjazdu ze Lwowa. Został nauczycielem, uczył w okolicach Lwowa i Tarnopola, w roku 1850 zdał egzamin na nauczyciela szkół ludowych, dwa lata później awansował na zastępcę nauczyciela Gimnazjum w Samborze. Gromadził już wtedy zbiory entomologiczne, obdarowywał nimi gimnazja. Wtedy też rozpoczął wieloletnią współpracę z Włodzimierzem Dzieduszyckim, w wyniku której przyczynił się znacznie do rozwoju niektórych kolekcji Muzeum Przyrodniczego im. Dzieduszyckich we Lwowie. W roku 1854 zdał egzamin na nauczyciela rzeczywistego, w roku 1863 uzyskał na Uniwersytecie Lwowskim doktorat z filozofii i został profesorem zoologii na Uniwersytecie Jagiellońskim, gdzie wykładał do końca życia.
W 1888 roku odznaczony Orderem Korony Żelaznej III klasy.
Z żoną Antoniną z domu Kasparek (siostrą prawnika i rektora UJ Franciszka Kasparka) miał dwóch synów: Franciszka Henryka i Władysława oraz córki: Karolinę, Janinę, Wandę i Jadwigę.
Został pochowany na cmentarzu Rakowickim w Krakowie.

## Działalność naukowa

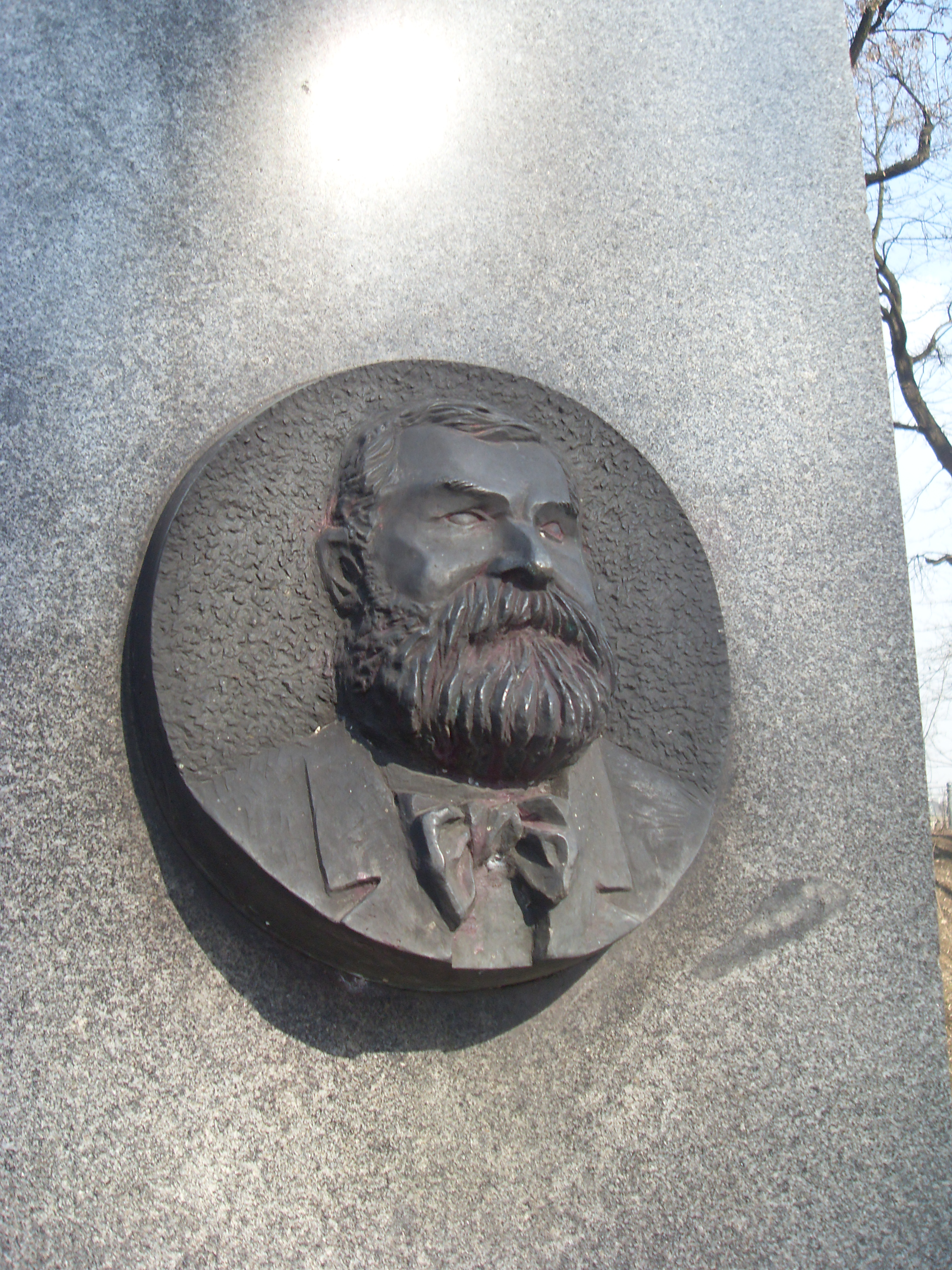
Pomnik Maksymiliana Nowickiego na krakowskich Plantach im. Floriana Nowackiego

Do około 1875 roku zajmował się aktywnie badaniem chrząszczy i motyli Galicji oraz fauny tatrzańskiej. Po tym okresie zajął się głównie ichtiologią i rybołówstwem.
Jako pierwszy entomolog polski zwiedził w 1859 roku Czarnohorę – owocem tego była praca Enumeratio lepidopterorum Haliciae orientalis, katalog motyli wschodniej Galicji, wydana we Lwowie w 1860 roku. W roku 1865 opublikował także we Lwowie pracę Motyle Galicyi, a w 1868 – Wykaz motylów tatrzańskich według pionowego rozsiedlenia.
Badania naukowe zaprowadziły go na szczyty i do wnętrza gór – wraz z ks. Eugeniuszem Janotą i przewodnikiem Maciejem Sieczką był uczestnikiem pierwszego odnotowanego wejścia turystycznego na Wołoszyn w 1867 roku. Wraz z Jędrzejem Walą starszym odbył wiele górskich wycieczek w poszukiwaniu okazów motyli. Z nim też wszedł na Łomnicę w 1865 i na Przełęcz koło Drąga (II wejście, 1866) oraz podjął nieudaną próbę zdobycia Gerlacha. Interesował się również speleologią – w roku 1866 spenetrował Jaskinię Magurską i odkrył w niej kości niedźwiedzi jaskiniowych.
W roku 1868 opracował prawdopodobnie jako pierwszy na świecie monografię plenia kopalińskiego (Sciara militaris), był także autorem monografii świstaka, kozicy, niezmiarki paskowanej (szkodnika pszenicy) i in. W tym też czasie opublikował w Krakowie Zoologię dla Szkół Niższych Gimnazyalnych i Realnych w trzech współoprawnych częściach: „Zwierzęta Ssące”, „Ptaki. Płazy. Ryby” oraz „Bezkręgowce”(1868–1869).
Od około 1875 roku poświęcił się unowocześnieniu rybołówstwa słodkowodnego. W aparatach wylęgowych z pozyskanej ikry dokonał wylęgu łososia i pierwszego (wiosną 1879 roku) w wodach polskich zarybienia Wisły, a następnie zarybił rzekę Białą pod Tarnowem wylęgiem lipienia. Był współzałożycielem (13 lipca 1879 roku w Krakowie) Krajowego Towarzystwa Rybackiego (istniejącego do powstania Polskiego Związku Wędkarskiego w 1950 roku), którego został pierwszym prezesem.
W roku 1880 opublikował m.in. prace Krainy rybne Wisły oraz Ryby i wody Galicyi pod względem rybactwa krajowego, traktowane dziś jako przewodniki wędkarskie. Spowodował wydanie nowoczesnej ustawy rybackiej (1887) i wydał mapę rozsiedlenia ryb w wodach Galicji według dorzeczy i krain rybnych, a także, w roku 1889, atlas ryb galicyjskich: O rybach dorzeczy Wisły, Styru, Dniestru i Prutu w Galicyi.
Był członkiem Towarzystwa Naukowego Krakowskiego (późniejsza Akademia Umiejętności). Jego uczniami byli m.in. Marian Łomnicki – geolog i zoolog – oraz Władysław Kulczyński – arachnolog i taternik.

## Ochrona przyrody tatrzańskiej
Walczył w Sejmie Galicyjskim – wspólnie z Eugeniuszem Janotą – o ochronę gatunkową kozicy, świstaka, a także nietoperza. Czynili to także anonimowo, w roku 1865 ogłaszając broszurę Upomnienie Zakopianów i wszystkich Podhalanów, aby nie tępili świstaków i kóz. Wynikiem ich starań było objęcie ustawową ochroną kozic i świstaków – prawdopodobnie pierwszy na świecie tego typu akt prawny, uchwalony w 1868 roku (wszedł w życie w połowie 1869). Dla upamiętnienia go Nowicki ufundował żelazny krzyż, który umieszczono na Waksmundzkiej Polanie.
Wkrótce potem, w roku 1873, wraz z Eugeniuszem Janotą, Walerym Eljaszem oraz Feliksem Pławickim (pomysłodawcą całego przedsięwzięcia) rozpoczął pracę nad statutem powstającego „Galicyjskiego Towarzystwa Tatrzańskiego z siedzibą w Nowym Targu”, które już w następnym roku przemianowano na Towarzystwo Tatrzańskie. Jako pierwszy pełnił obowiązki sekretarza Towarzystwa. W roku 1875 z jego inicjatywy pod patronatem TT powstało w Kuźnicach muzeum przyrodnicze, którego zbiory przeniesiono później do budynku TT na Krupówkach (nie przetrwały jego pożaru w 1900 roku).

## Pamięć

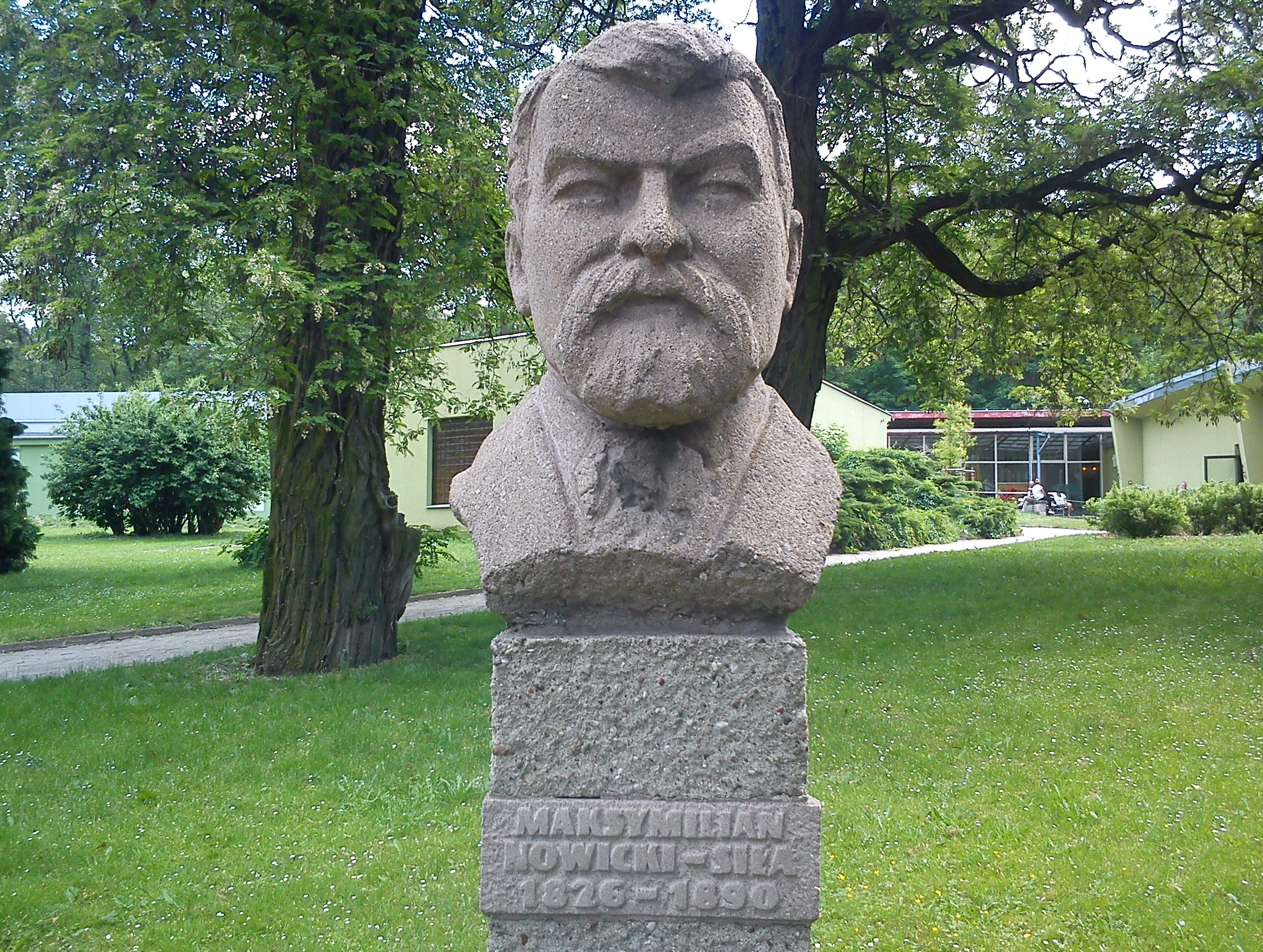
Pomnik w Muzeum Rolnictwa w Szreniawie

Na przełęczy Krzyżne do roku 1915 użytkowana była dla celów turystycznych niewielka kamienna chatka jego imienia. Obecnie odnaleźć można jedynie ślady jej fundamentów.
W Podgórzu (obecnie dzielnica Krakowa), na Plantach im. Floriana Nowackiego wzniesiono w roku 1898 obelisk na jego cześć, a w roku 1971 w Muzeum Rolnictwa w Szreniawie ustawiono jego popiersie.
W jego rodzinnym Jabłonowie odsłonięto w roku 2005 pomnik z napisem (po ukraińsku i po polsku) o treści: Maksymilian Siła-Nowicki 1826–1890, zoolog, ichtiolog, entomolog, profesor Uniwersytetu Jagiellońskiego, urodzony w Jabłonowie. Mieszkańcy Pokucia i Rodacy z Kraju. A.D. 2005.
W 2005 roku na jego cześć nazwano nowy rodzaj koralowca kopalnego: Maksymilianites.